# Семыкин, Константин Иосифович
Константин Иосифович Семыкин (род. 26 мая 1960, Москва) — советский прыгун в длину, чемпион и призёр чемпионатов СССР по лёгкой атлетике в помещении, победитель соревнований Дружба-84, Заслуженный мастер спорта СССР (1984).

## Биография
Увлёкся лёгкой атлетикой в 1973 году. Выступал за клуб «Спартак» (Москва).
На соревнованиях «Дружба-84» установил новый рекорд СССР по прыжкам в длину (8,38), побив при этом старый рекорд И. Тер-Ованесяна (8,35), установленный в 1967 году в Мехико.

## Спортивные результаты
- Чемпионат СССР по лёгкой атлетике в помещении 1983 года —  (8,07);
- Чемпионат СССР по лёгкой атлетике в помещении 1984 года —  (7,88);
- Чемпионат СССР по лёгкой атлетике в помещении 1986 года —  (7,98);